# Семон (Ізер)
Семо́н (фр. Semons) — колишній муніципалітет у Франції, у регіоні Овернь-Рона-Альпи, департамент Ізер. Населення — 368 осіб (2011).
Муніципалітет був розташований на відстані близько 440 км на південний схід від Парижа, 50 км на південний схід від Ліона, 50 км на північний захід від Гренобля.

## Історія
До 2015 року муніципалітет перебував у складі регіону Рона-Альпи. Від 1 січня 2016 року належав до нового об'єднаного регіону Овернь-Рона-Альпи.
1 січня 2019 року Семон, Арзе, Коммель i Нантуен було об'єднано в новий муніципалітет Порт-де-Боннво.

## Демографія
Динаміка населення (INSEE ):
Розподіл населення за віком та статтю (2006):
| Стать | Всього | До 15 років | 15-24 | 25-44 | 45-64 | 65-85 | Понад 85 |
| --- | ------ | ----------- | ----- | ----- | ----- | ----- | -------- |
| Чоловіки | 184    | 40          | 16    | 40    | 48    | 40    | 0        |
| Жінки | 166    | 36          | 16    | 35    | 44    | 35    | 0        |
| \| Статево-вікова піраміда \| Статево-вікова піраміда \| Статево-вікова піраміда \| \| ----------------------- \| ----------------------- \| ----------------------- \| \| Чоловіки \| Вік \| Жінки \| \| 0 \| 85 + \| 0 \| \| 4 \| 80-84 \| 0 \| \| 12 \| 75-79 \| 8 \| \| 12 \| 70-74 \| 4 \| \| 12 \| 65-69 \| 23 \| \| 16 \| 60-64 \| 4 \| \| 4 \| 55-59 \| 4 \| \| 16 \| 50-54 \| 20 \| \| 12 \| 45-49 \| 16 \| \| 8 \| 40-44 \| 0 \| \| 16 \| 35-39 \| 4 \| \| 12 \| 30-34 \| 23 \| \| 4 \| 25-29 \| 8 \| \| 4 \| 20-24 \| 8 \| \| 12 \| 15-20 \| 8 \| \| 8 \| 10-14 \| 4 \| \| 20 \| 5-9 \| 12 \| \| 12 \| 0-4 \| 20 \| |        |             |       |       |       |       |          |
| Статево-вікова піраміда |        |             |       |       |       |       |          |
| Чоловіки | Вік    | Жінки       |       |       |       |       |          |
| 0 | 85 +   | 0           |       |       |       |       |          |
| 4 | 80-84  | 0           |       |       |       |       |          |
| 12 | 75-79  | 8           |       |       |       |       |          |
| 12 | 70-74  | 4           |       |       |       |       |          |
| 12 | 65-69  | 23          |       |       |       |       |          |
| 16 | 60-64  | 4           |       |       |       |       |          |
| 4 | 55-59  | 4           |       |       |       |       |          |
| 16 | 50-54  | 20          |       |       |       |       |          |
| 12 | 45-49  | 16          |       |       |       |       |          |
| 8 | 40-44  | 0           |       |       |       |       |          |
| 16 | 35-39  | 4           |       |       |       |       |          |
| 12 | 30-34  | 23          |       |       |       |       |          |
| 4 | 25-29  | 8           |       |       |       |       |          |
| 4 | 20-24  | 8           |       |       |       |       |          |
| 12 | 15-20  | 8           |       |       |       |       |          |
| 8 | 10-14  | 4           |       |       |       |       |          |
| 20 | 5-9    | 12          |       |       |       |       |          |
| 12 | 0-4    | 20          |       |       |       |       |          |

## Економіка
2010 року серед 223 осіб працездатного віку (15—64 років) 171 була активною, 52 — неактивними (показник активності 76,7%, у 1999 році було 71,1%). З 171 активної мешканців працювало 159 осіб (92 чоловіки та 67 жінок), безробітними було 12 (4 чоловіки та 8 жінок). Серед 52 неактивних 15 осіб було учнями чи студентами, 20 — пенсіонерами, 17 були неактивними з інших причин.

У 2010 році в муніципалітеті числилось 128 оподаткованих домогосподарств, у яких проживали 349,0 особи, медіана доходів виносила 19 048 євро на одного особоспоживача